# Caserne Charras

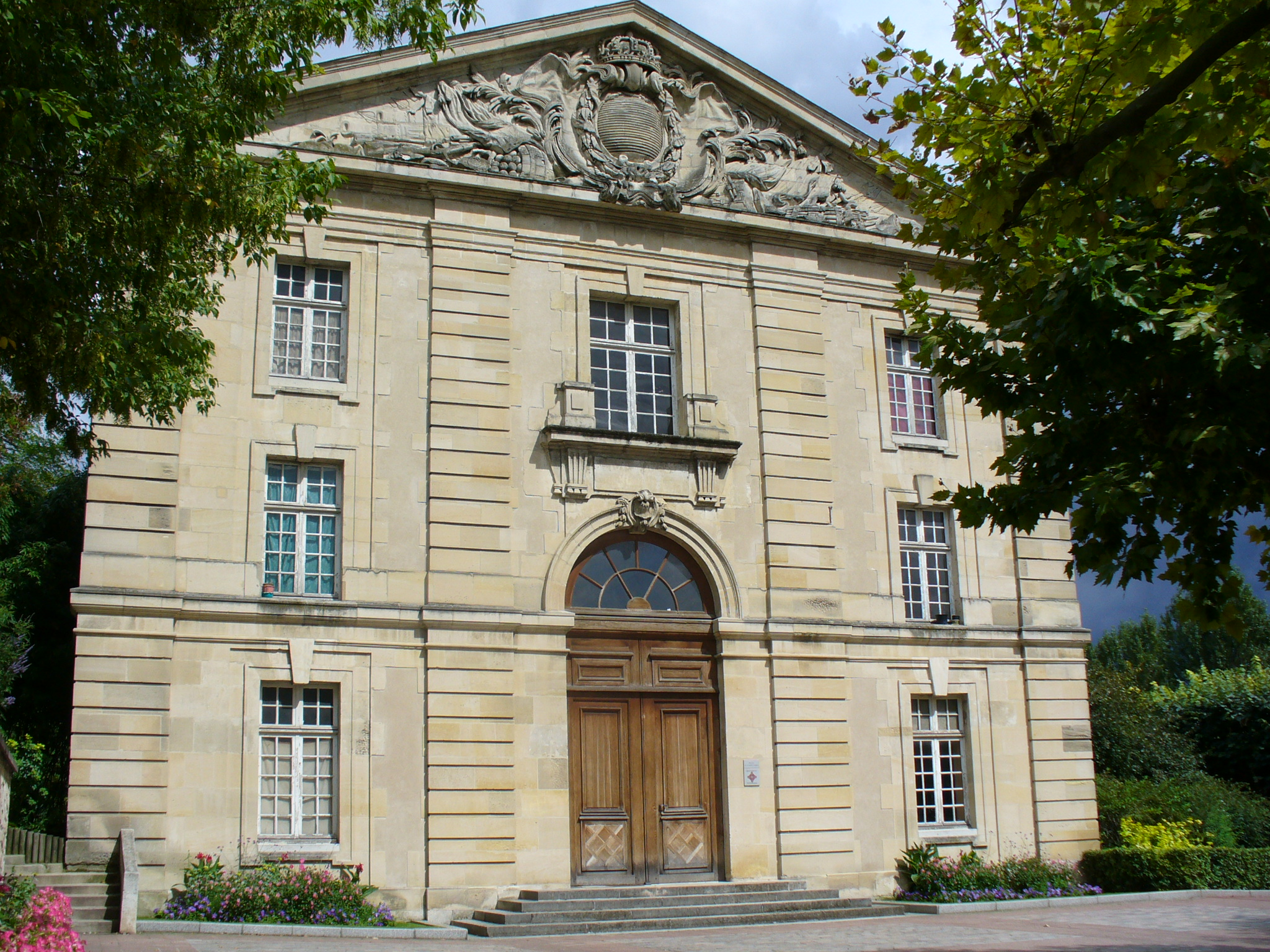
Caserne Charras

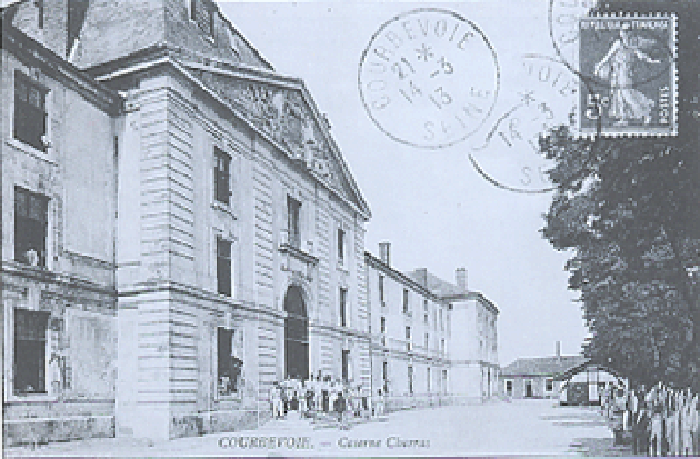
Der gleiche Gebäudeabschnitt vor dem Abbruch

Die Caserne Charras war eine Kaserne in Courbevoie, Hauts-de-Seine, wenige Kilometer westlich der Hauptstadt, von der sich nur noch ein Teil der Fassade am Eingang zum Parc de Bécon erhalten hat.

## Geschichte
Die Caserne Charras war eine der drei Kasernen, die nach den königlichen Bestimmungen von 1754 für die Gardeschweizer errichtet wurden. Erbaut wurde sie nach den Plänen des französischen Architekten Charles Axel Guillaumot, der ab 1756 gleichzeitig für die Arbeiten an den beiden anderen hauptstadtnahen Kasernen in Rueil-Malmaison und in Saint-Denis verantwortlich war.
Aus der Caserne Charras zogen die Schweizer unter ihrem Kommandanten Colonel Jean Frédéric Roch, Marquis de Maillardoz (Regimentsinhaber war Lieutenant-général Louis Augustin d’Affry) auf Befehl von Louis XVI am 10. August 1792 aus, um die Tuilerien zu verteidigen. Von den 950 Männern kamen lediglich 300 zurück.
Während der Revolution von 1830 stürmten die Einwohner von Courbevoie die Kaserne, die vom „3e  régiment de la Garde“ (3. Garderegiment) verteidigt wurde.
Erst im Jahre 1886 erhielt sie den Namen Caserne Charras  zu Ehren von zwei republikanischen Offizieren, dem Général Joseph Charras und seinem Sohn, dem Colonel Jean-Baptiste-Adolphe Charras.
In der Kaserne waren dann die folgenden Einheiten stationiert:
- Von 1914 bis 1918 Bataillone der Tirailleurs sénégalais,[4]
- von 1929 bis 1939 das 5e régiment d’infanterie,
- von 1943 bis 1945 die Offiziersschule der Gendarmerie nationale,
- ab 1946 kurzzeitig das  93e régiment d’infanterie.[5]

## Einreihung in die historischen Denkmäler
Die Gebäude der Kaserne wurden am 22. März 1929 in die Liste der Historischen Denkmäler aufgenommen.

## Abbruch
Die Kaserne wurde 1962 abgebrochen. Lediglich ein Teil der Fassade des Hauptgebäudes wurde am Parc de Bécon wieder aufgebaut. An der Stelle der ehemaligen Kaserne befindet sich heute das Einkaufszentrum Charras.